# Patrimoine architectural de Pointe-aux-Trembles
 (mai 2020).
Si vous disposez d'ouvrages ou d'articles de référence ou si vous connaissez des sites web de qualité traitant du thème abordé ici, merci de compléter l'article en donnant les références utiles à sa vérifiabilité et en les liant à la section « Notes et références ».
L'arrondissement de Rivière-des-Prairies–Pointe-aux-Trembles, et en particulier la ville de Pointe-aux-Trembles, est riche d'un patrimoine architectural qui témoigne notamment de l'époque de la colonisation ainsi que de son expansion quand la pointe de l'île était recherchée comme lieu de villégiature par les riches familles de Montréal. Beaucoup de ces constructions sont érigées sur la rue Notre-Dame qui a remplacé le Chemin du Roy, principale voie d'accès vers la ville de Québec.
Le tableau suivant présente les principaux bâtiments qui subsistent encore. Il est trié par ordre alphabétique.
| Nom                                                       | Construction | Adresse                           | Description | Photo |
| --------------------------------------------------------- | ------------ | --------------------------------- | --- | ----- |
| Académie Roussin                                          | 1914         | 12125, rue Notre-Dame Est         | Nommé Académie Roussin en l'honneur du curé Joseph-Octave Roussin et construit dans un style Beaux-Arts selon les plans de Charles-Aimé Reeves. La coupole d'origine qui surmontait le bâtiment a été détruite en 1938. Deux ailes furent ajoutées dans les années 1960. L'établissement d'enseignement fut relayé en 1984 par un centre communautaire appelé Centre communautaire Roussin. |       |
| Cottages de la Société des logements ouvriers             | 1917         | 526-550, 6e avenue                | Premières habitations à loyer modique du Québec, elles sont dues à l'initiative du maire Rosaire Prieur. Une centaine de ces habitations furent construites de 1917 à 1919. |       |
| Crèche Saint-François d'Assise                            | 1929         | 14135, rue Prince-Arthur          | Inauguré en 1934, l’orphelinat hébergera plus de 16 000 enfants durant les 40 années suivantes. De 1949 à 1969, le bâtiment sert également d'école de puériculture aux jeunes filles. En 1975, le Centre d'accueil le Mainbourg offre des services aux jeunes avant de devenir un centre communautaire en 2000 sous le nom de Corporation Mainbourg.                                        |       |
| Église Saint-Enfant-Jésus                                 | 1939         | Rue Notre-Dame                    | En 1705, une église de pierre remplace la petite chapelle construite en 1674. Agrandie en 1741, elle est la plus vieille église de Montréal avant d'être détruite par un incendie en 1937, ainsi que les œuvres qu'elle contenait des artistes François-Noël Levasseur, Antoine Cirier et Urbain Brien. L'église actuelle a été terminée deux ans plus tard.                                |       |
| Presbytère Saint-Enfant-Jésus                             | 1881         | 11, boulevard Saint-Jean-Baptiste | Ce presbytère conçu par l'architecte Victor Bourgeau remplaçait celui construit en 1679. Un ajout dans le respect du style est apporté en 1911 par Charles-Aimé Reeves. |       |
| Maison Beaudry                                            | 1732         | 14678, rue Notre-Dame Est         | La plus vieille maison de Pointe-aux-Trembles, elle a appartenu à Antoine Beaudry, dont la famille restera propriétaire durant près de 200 ans. Une longue galerie est ajoutée dans les années 1820. Classée monument historique en 1979, elle est restaurée et sert de centre culturel depuis 1997.                                                                                        |       |
| Maison Louis-Beaudry                                      | 1752         | 4, 43e avenue                     | Elle se caractérise par son toit en bardeaux de cèdre et son style anglo-normand. Un sous-sol de 2,4 m de hauteur servait au commerce de la fourrure et à l'entreposage. |       |
| Maison Bénard                                             | 1890         | 12413, rue Notre-Dame Est         | Rare maison avec un toit mansardé, elle a été déménagée en 1922 à son emplacement actuel. |       |
| Maison Charbonneau                                        | 1912         | 11931, rue Notre-Dame Est         | Maison de style victorien, elle a appartenu à Urgel Charbonneau, premier maire de Pointe-aux-Trembles, de 1912 à 1934. En 1989, la maison est devenue le pavillon Prosper-Boulanger, un centre résidentiel communautaire. |       |
| Maison Dubreuil                                           | vers 1850    | 12198, rue Notre-Dame Est         | Maison de style régence ayant appartenu à Magloire Dubreuil. |       |
| Maison Éphrem-Robert                                      | 1910         | 12394, rue Notre-Dame Est         | Maison de style victorien appartenant toujours à la famille Robert. |       |
| Maison Étienne-Fisciau                                    | vers 1823    | 11949, rue Saint-Joseph           | Une des plus vieilles maisons du vieux Pointe-aux-Trembles, épargnée par l'incendie de 1912, elle a été dotée d'un toit mansardé d'inspiration américaine. |       |
| Maison Jean-Versailles                                    | vers 1900    | 12268, rue Notre-Dame Est         | De style Queen Anne, la maison a appartenu à Jean Versailles, responsable du service d'aqueduc de cette section de l'île. Elle été restaurée à la suite d'un incendie en 1985. |       |
| Maison Lauriault                                          | vers 1905    | 12180, rue Notre-Dame Est         | Le premier propriétaire est Hormidas Lauriault dont on a retrouvé le journal lors de travaux de rénovation. L'électricité, les galeries et une aile sont ajoutées durant les années 1910. Depuis 1944, la maison appartient à la famille Giroux. |       |
| Maison Omer-Lamarche                                      | 1890         | 13101, rue Notre-Dame Est         | Maison de style américain avec un toit d'ardoise, elle a appartenu à la famille Lamarche jusque dans les années 1980. En 1995, elle a été intégrée à un projet de condominiums, ce qui lui a évité la démolition. |       |
| Maison Victorien-Roy                                      | vers 1900    | 12560, rue Notre-Dame Est         | Maison appartenant à la famille Roy depuis son acquisition par Victorien Roy en 1925. |       |
| Centrale électrique de la Montreal Tramway                | 1917         | 11570, rue Notre-Dame Est         | Centrale construite pour alimenter la ligne de tramway, elle est transformée en cinéma après 1936 quand les tramways sont remplacés par des autobus. Depuis les années 1960, le bâtiment sert à des fins médicales. Le percement de fenêtres date de cette époque. |       |
| Moulin à vent                                             | 1719         | 11630, rue Notre-Dame Est         | Ce bien déclaré patrimonial en 1983 est construit en pierre. Il mesure treize mètres, comporte quatre niveaux et est surmonté d'un toit conique couvert en bardeaux de cèdre. Il a été en opération jusqu'en 1866. |       |
| Sanctuaire de la Réparation au Sacré-Cœur et de Padre Pio | 1896         | 3650, boulevard De La Rousselière | Lieu de pèlerinage, comprenant plusieurs éléments, dont trois chapelles et un chemin de croix. |       |

## Autres édifices notables

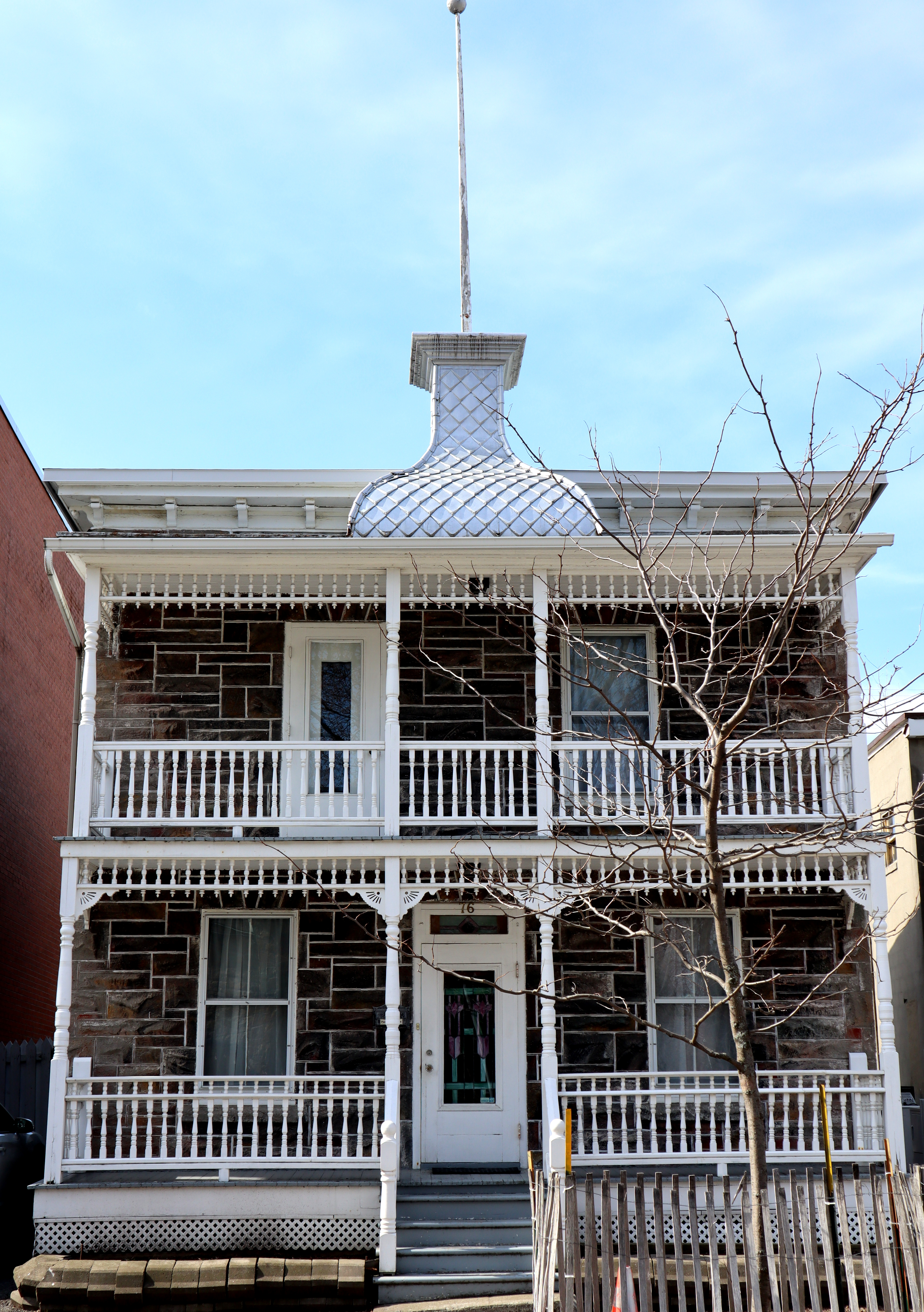
Rue Bellerive
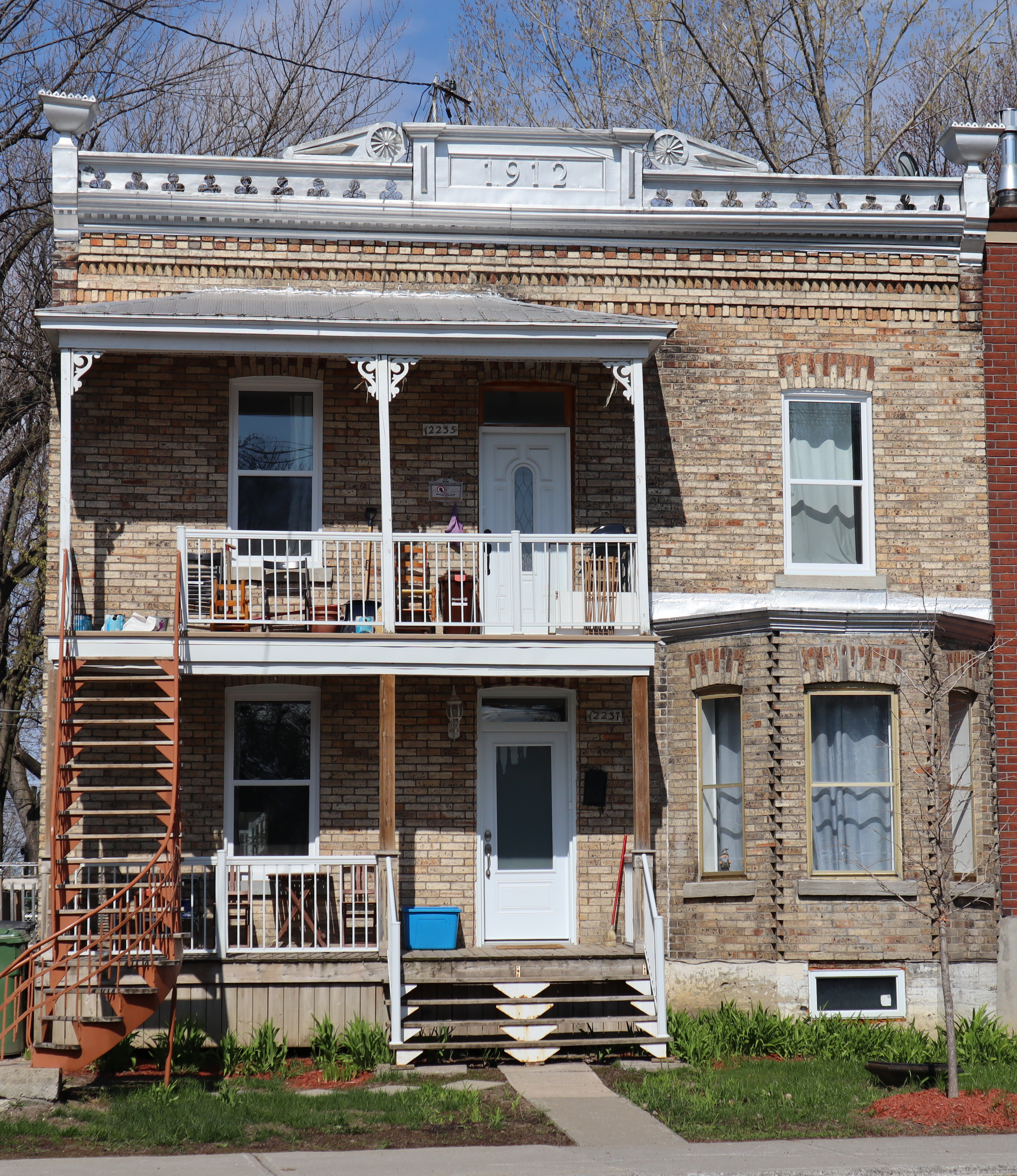
Rue Notre-Dame Est
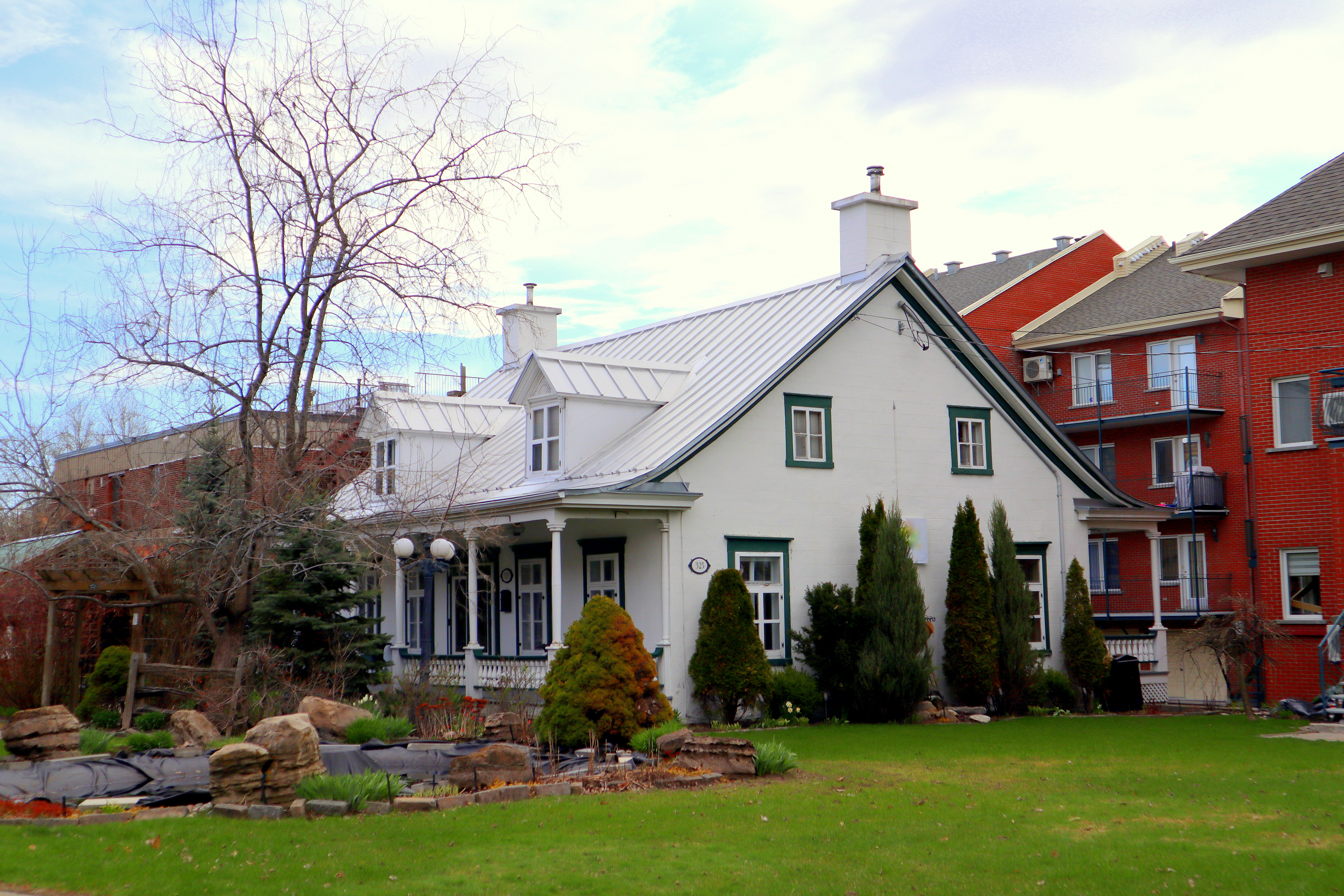
Maison Pierre-Bernard

## Source
- L'Atelier d'histoire de la Pointe-aux-Trembles : Site officiel